# Can Jofre (Pals)
Can Jofre és una obra de Pals (Baix Empordà) inclosa a l'Inventari del Patrimoni Arquitectònic de Catalunya.

## Descripció
Masia de planta baixa i pis que destaca per la seva torre quadrangular, adossada a un costat de la casa.
A la torre s'hi accedia per una porta a l'interior de l'habitatge, tapiada posteriorment. Té dues plantes i petites finestres i espitlleres repartides per totes les seves cares. No conserva la teulada ni el coronament.